# ACF Fiorentina (piłka nożna kobiet)
ACF Fiorentina – włoski klub piłki nożnej kobiet, mający siedzibę w mieście Florencja, na północy kraju.

## Historia
Chronologia nazw:
- 2015: Fiorentina Women's F.C.
- 2020: ACF Fiorentina

Klub piłkarski Fiorentina Women's F.C. został założony w mieście Florencja w 2015 roku. Latem 2015 klub kupił licencję (tytuł sportowy) od ACF Firenze i w sezonie 2015/16 osiągnął swój pierwszy sukces, zdobywając brązowe medale mistrzowski. W sezonie 2016/17 zdobył swój pierwszy tytuł mistrzowski. W sezonie 2017/18 znów był trzecim w tabeli. 13 lipca 2020 drużyna została włączona do struktury ACF Fiorentina i potem występowała pod nazwą ACF Fiorentina.

## Sukcesy

### Trofea międzynarodowe
Nie uczestniczył w rozgrywkach europejskich (stan na 31-05-2018).

### Trofea krajowe
| \| \| Zdobyte trofea w rozgrywkach Włoch (stan na: 31-05-2018) \| |                                                          |      |                  |
| Rozgrywki                                                         | Osiągnięcie                                              | Razy | Sezon(y)         |
| Mistrzostwo                                                       | I miejsce                                                | 1    | 2016/17          |
| Mistrzostwo                                                       | II miejsce                                               | 0    |                  |
| Mistrzostwo                                                       | III miejsce                                              | 2    | 2015/16, 2017/18 |
| Puchar                                                            | zdobywca                                                 | 2    | 2016/17, 2017/18 |
| Puchar                                                            | finalista                                                | 0    |                  |
| Superpuchar                                                       | zdobywca                                                 | 0    |                  |
| Superpuchar                                                       | finalista                                                | 1    | 2017             |
| II liga                                                           | I miejsce                                                | 0    |                  |
| II liga                                                           | II miejsce                                               | 0    |                  |
| II liga                                                           | III miejsce                                              | 0    |                  |
| Włochy                                                            | Zdobyte trofea w rozgrywkach Włoch (stan na: 31-05-2018) |      |                  |

## Stadion
Klub rozgrywa swoje mecze domowe na stadionie Gino Bozzi we Florencji, który może pomieścić 3800 widzów.